# Angraecum curnowianum
Angraecum curnowianum är en orkidéart som först beskrevs av Heinrich Gustav Reichenbach, och fick sitt nu gällande namn av Théophile Alexis Durand och Schinz. Angraecum curnowianum ingår i släktet Angraecum och familjen orkidéer. Inga underarter finns listade i Catalogue of Life.